# Jean-Louis Kupper
Jean-Louis Kupper, né le 7 septembre 1948 à Limbourg, est professeur émérite d'histoire du Moyen Âge à l'Université de Liège.

## Biographie
À la suite de la défense de son mémoire de licence en histoire, Jean-Louis Kupper devient l'assistant du professeur Fernand Vercauteren, puis du professeur André Joris, à l'Université de Liège. Il soutient sa thèse de doctorat en 1978 intitulée Liège et l'Église impériale. XIe – XIIe siècles, parue à Paris en 1981.
Après un passage au Fonds national de la recherche scientifique en tant que chercheur qualifié, il est devenu chargé de cours en 1988. Professeur ordinaire en 1992, il a également été Vice-Doyen de la Faculté de philosophie et lettres (1998-2000) avant de devenir doyen de cette même Faculté (2000-2002).
Membre puis Président de la Commission royale d'histoire, il est aussi membre de l'Académie royale de Belgique et membre correspondant de l'Institut de France et directeur de publication de la revue Le Moyen Âge.

## Principales publications
- Liège et l'église impériale aux XIe-XIIe, vol. in-8°, Paris, Les Belles Lettres, coll. « Bibliothèque de la Faculté de Philosophie et Lettres de L'Université de Liège » (no 228), 1981, 568 p. (ISBN 2-251-66228-6 et 9782251662282, lire en ligne)
- « Saint-Lambert, De l'histoire à la légende », Revue d'histoire ecclésiastique, vol. 79,‎ 1984, p. 5-49
- « Les fonts baptismaux de l’église Notre-Dame à Liège », Feuillets de la cathédrale, nos 16-17,‎ 1994
- Jean-Louis Kupper, Philippe George et al., Liège : Autour de l'an mil, la naissance d'une principauté (Xe – XIIe siècle), Liège, éditions du Perron, 2000 (ISBN 978-2-87114-178-5)
- Histoire de la Principauté de Liège : de l'an mille à la Révolution, Toulouse, 2002
- Histoire de la Wallonie : de la préhistoire au XXIe siècle, Toulouse, 2004 (direction scientifique avec bruno demoulin (ISBN 2708947796)
- Philippe George, Charles le Téméraire : de la violence et du sacré, Liège, 2007
- Jean-Pierre Delville et Marylène Laffineur-Crépin (dir.), Notger et Liège : l'an mil au cœur de l'Europe, Liège, Editions du Perron, 2008, 127 p. (ISBN 2871142262 et 978-2871142263, présentation en ligne)
- Sébastien Dubois, Bruno Demoulin et Jean-Louis Kupper (sous la direction de), Les institutions publiques de la principauté de Liège (980-1794), Bruxelles, Archives de l'État, 2012, 2 vol.
- Notger de Liège (972-1008), Bruxelles, Académie royale de Belgique, 2016, 152 p. (ISBN 978-2-8031-0503-8)